# Словашка съветска република
Словашката съветска република (на словашки: Slovenská republika rád) е кратковременно държавно образувание на територията на Източна и Южна Словакия, просъществувало от 16 юни до 7 юли 1919 г. Замислена като държава с диктатура на пролетариата, вдъхновена от Октомврийската революция в Съветска Русия и директно от Унгарската съветска република. Провъзгласена е в гр. Прешов от чешкия журналист – комунист Антонин Яноушек, станал председател на Революционния държавен съвет.

## История
По време на офанзивата срещу Унгарската съветска република, в която участват Чехословакия и Кралство Румъния, унгарската съветска армия с контраофанзива превзема части от Словакия, където е провъзгласена Словашката съветска република.
Комунистическото правителство издава укази за национализация на фабриките с над 20 работници, на големите стопанства и на финансовите институции. Спряна е дейността на гражданските съдилища, които са заменени с „революционни трибунали“. Образувана е словашка „Червена армия“ и милиция, наречена „Червени стражи“. Поради твърде краткото време тези дейности не могли да се осъществят.
Териоторията на ССР е относително голяма, като обхваща градовете Нове Замки, Левице, Банска Щявница, Зволен, Лученец, Римавска Собота, Рожнява, Прешов и Кошице.
Целта на Словашката съветска република е била обединяване с Унгарската съветска република и възникване обновена комунистическа Унгария.
След контранастъпление на Чехословашката армия, унгарската червена армия е изтикана от територията на Словакия и с това Словашката съветска република престава да съществува на 7 юли 1919 г.